# Hadrozauroidy
Hadrozauroidy (Hadrosauroidea) – nadrodzina dinozaurów z grupy ornitopodów (Ornithopoda).
Do nadrodziny tej zalicza się zarówno rodzinę hadrozaurów (Hadrosauridae), jak również formy bardziej bazalne, będące prawdopodobnie ogniwem pośrednim w ewolucji dinozaurów z grupy iguanodontów (Iguanodontia) w kierunku właściwych hadrozaurów. 
Pierwsze gatunki hadrozauroidów pojawiły się w apcie lub albie na terenach dzisiejszych: Afryki (Ouranosaurus nigeriensis) oraz Azji (Probactrosaurus gobiensis i Penelopognathus weishampeli).
Pierwsza definicja Hadrosauroidea jako nazwy kladu została przedstawiona w 1998 roku przez Paula Sereno – według niej Hadrosauroidea to klad obejmujący wszystkich przedstawicieli Hadrosauriformes bliżej spokrewnionych z parazaurolofem niż z iguanodonem. Godefroit i współpracownicy również zdefiniowali Hadrosauroidea w 1998, jednak ich definicja odnosi się do znacznie węższego kladu, obejmującego wszystkich potomków ostatniego wspólnego przodka baktrozaura, telmatozaura i hadrozaurów. Klad ten jest znacznie węższy niż Hadrosauroidea sensu Sereno – wedle niej hadrozauroidami nie byłyby m.in.: Probactrosaurus, Equijubus czy Protohadros.

## Taksonomia

### Klasyfikacja
- Nadrodzina hadrozauroidy (Hadrosauroidea)
  -  ?altirin (Altirhinus)
  -  ?Equijubus
  -  ?Eolambia
  -  ?fukuizaur (Fukuisaurus)
  -  ?Jinzhousaurus
  -  ?nanjangozaur (Nanyangosaurus)
  -  ?probaktrozaur (Probactrosaurus)
  -  ?Protohadros
  -  ?uranozaur (Ouranosaurus)
  -  ?szuangmiaozaur (Shuangmiaosaurus)
  - cedrorest (Cedrorestes)
  - Levnesovia
  - penelopognat (Penelopognathus)
  - rodzina hadrozaury (Hadrosauridae)

### Filogeneza
Kladogram według: Norman (2002) oraz Godefroit, Li & Shang (2005)
```
Hadrosauroidea

|--
Penelopognathus

|--+--
Altirhinus

|  `--
Eolambia

`--+--
Protohadros

   `--+--
Probactrosaurus

      `--
Hadrosauridae

         |--
Telmatosaurus

         `--+--
Bactrosaurus

            `--
Euhadrosauria

               |--
Hadrosaurinae

               `--
Lambeosaurinae
```